# 마리아엘레나
마리아엘레나(스페인어: María Elena)는 칠레 안토파가스타 주 토코피야 현의 코무나이다.